# Bagalkot
Bagalkot è una città dell'India di 91.596 abitanti, capoluogo del distretto di Bagalkot, nello stato federato del Karnataka. In base al numero di abitanti la città rientra nella classe II (da 50.000 a 99.999 persone).

## Geografia fisica
La città è situata a 16° 10' 60 N e 75° 42' 0 E e ha un'altitudine di 532 m s.l.m..

## Società

### Evoluzione demografica
Al censimento del 2001 la popolazione di Bagalkot assommava a 91.596 persone, delle quali 47.357 maschi e 44.239 femmine. I bambini di età inferiore o uguale ai sei anni assommavano a 11.367, dei quali 6.095 maschi e 5.272 femmine. Infine, coloro che erano in grado di saper almeno leggere e scrivere erano 63.717, dei quali 36.390 maschi e 27.327 femmine.